# Drapetisca australis
Drapetisca australis is een spinnensoort in de taxonomische indeling van de hangmatspinnen (Linyphiidae).
Het dier behoort tot het geslacht Drapetisca. De wetenschappelijke naam van de soort werd voor het eerst geldig gepubliceerd in 1955 door Raymond Robert Forster.